# Ceclavín (kommunhuvudort)
Ceclavín är en kommunhuvudort i Spanien.   Den ligger i provinsen Provincia de Cáceres och regionen Extremadura, i den västra delen av landet, 270 km väster om huvudstaden Madrid. Ceclavín ligger 332 meter över havet och antalet invånare är 2 076.
Terrängen runt Ceclavín är platt norrut, men söderut är den kuperad. Runt Ceclavín är det mycket glesbefolkat, med 3 invånare per kvadratkilometer. Ceclavín är det största samhället i trakten. Trakten runt Ceclavín består i huvudsak av gräsmarker.